# Paul Froment
Paul Froment (Floressas, 17 gennaio 1875 – Les Roches-de-Condrieu, 10 giugno 1898) è stato un poeta francese che produsse in lingua occitana, gran sostenitore del Felibrismo di Quercy.
Insieme ad Alban Vergne, curatore del Museo Civico di Villeneuve-sur-Lot, fu redattore della rivista occitana Lou Calel. Essi organizzarono insieme anche una retrospettiva sul lavoro del loro amico, il pittore André Crochepierre, in collaborazione con Évariste Malbec.
Dal 1972, il premio pan-occitano Paul-Froment, istituito all'ESCIU Escòla occitana d'estiu di Penne-d'Agenais, ha premiato gli autori in lingua occitana.